# Jorge Luis Gaitán
Jorge Luis "Cox" Gaitán (Baja California, 1956) es un músico, intérprete y compositor mexicano.

## Trayectoria artística
En 1978 participó en el grupo Un viejo amor. Integró en los años 80 los grupos Nazca, Erehía y Fosa común, bandas que realizaron música dentro de la corriente rock en oposición en México. En 1981 participó en el movimiento cultural que se gestaba en el Foro Tlalpan, sitio en donde haría base el Movimiento Rupestre y en donde formaría el grupo Arrieros somos con José Cruz (quien formaría después Real de Catorce) y Jaime López. En 1996 se unió al grupo La Barranca grupo con el que grabó los discos El fuego de la noche, Tempestad y Piedad ciudad. 
Entre los músicos con los que ha colaborado o grabado se encuentran Botellita de Jérez, Cabezas de cera, El Códice Laúd, El Haragán y Compañía, Francisco Barrios "El Mastuerzo" (Podrid@), Jaime López, León Chávez Teixeiro, Guillermo Briseño, Hebe Rossell, Jaramar, Jimena Giménez Cacho, Maldita Vecindad y los Hijos del Quinto Patio, Real de Catorce (Contraley), San Pascualito Rey (Sufro, sufro, sufro), Susana Harp, Tuxedomoon, Urbano Pacheco (junto a León Chávez, Macondo y Álvaro Guzmán), entre otros.